# I Get a Kick Out of You
"I get a kick out of you" är en sång av Cole Porter och från början ett sångnummer ur hans musikal Anything Goes från (1934).
Från början sjungen av Ethel Merman men har blivit sjungen av många andra som Frank Sinatra, Billie Holiday, Dinah Washington, Bobby Short, Louis Armstrong, Ella Fitzgerald, Mary Martin, Anita O'Day, Rosemary Clooney, Django Reinhardt, Gary Shearston, Jamie Cullum, The Living End och Dolly Parton. 

## Ändringar i sången
En textrad som i originalfattningen refererade till kokain har sedermera ändrats.
I originaltexten: 
Some get a kick from cocaine
I'm sure that if
I took even one sniff
That would bore me terrifically, too
Yet, I get a kick out of you
Textraden blev ändrad till:
Some like the bop-type refrain
I'm sure that if
I heard even one riff
It would bore me terrifically, too
Yet, I get a kick out of you